# Boris Novković
Boris Novković (ur. 25 grudnia 1967 w Sarajewie) – chorwacki piosenkarz.

## Kariera muzyczna
Jest synem byłej nauczycielki muzyki oraz autora piosenek i kompozytora Đorđe’a Novkovicia. W 1986 wydał debiutancki album studyjny pt. Kuda idu izgubljene djevojke. W następnym roku nawiązał współpracę z zespołem Noćna Straža, z którym nagrał trzy płyty: Jači od sudbine (1987), Dok svira radio (1988) i Obojeni snovi (1989).
W marcu 1990 z utworem „Dajana” zajął drugie miejsce w finale programu Jugovizija 1990 wyłaniającego reprezentanta Jugosławii w Konkursie Piosenki Eurowizji. Po udziale w selekcjach wystąpił na Międzynarodowym Festiwalu Piosenki w Kuala Lumpur. W trakcie kolejnej dekady wydał kolejne sześć płyt solowych: 100 X (1991), Struji struja (1993), U dobru i u zlu (1995), Sve gubi sjaj bez ljubavi (1997), Branim se (1999) i Direkt (2000). W 1994 z utworem „Emily” zajął siódme miejsce w finale programu Dora 1994 wyłaniającego reprezentanta Chorwacji w Konkursie Piosenki Eurowizji. W następnym roku wystartował w programie Dora 1995, z utworem „Pjesma moja to si ti” (nagranym z zespołem Moonlight Cats) zajął szóste miejsce w finale konkursu. W lutym 2000 z utworem „Oprostit cemo sve, na mom jastuku” zajął 11. miejsce w finale programu Dora 2000.
W 2002 wydał album pt. ’Ko je kriv, a z promującym go singlem „Elois” zajął trzecie miejsce w finale programu Dora 2002. W 2004 wydał album pt. Ostvaren san, a w marcu 2005 z utworem „Vukovi umiru sami”, nagraną z Chorwackim Narodowym Zespołem Ludowym „Lado”, zwyciężył w finale programu Dora 2005, a w maju, reprezentując Chorwację, zajął 11. miejsce w finale 50. Konkursu Piosenki Eurowizji w Kijowie. W tym samym roku wydał reedycję płyty pt. Ostvaren san, którą wzbogacił o eurowizyjny utwór. W 2008 wydał album pt. Zapisan u tebi, który promował singlami „Otkada je otišla” i „Ne kuni se”. W kolejnych latach wydał płyty: Via ljubav (2011) i Još sam uvijek tvoj (2014).

## Dyskografia
Albumy studyjne
- Kuda idu izgubljene djevojke... (1986)
- Jači of sudbine (1987)
- Dok svira radio (1988)
- Obojeni snovi (1989)
- 100X (1991)
- Struji struja (1993)
- U dobru i u zlu (1995)
- Sve gubi sjaj bez ljubavi (1997)
- Branim se (1999)
- Direkt (2000)
- ’Ko je kriv (2002)
- Ostvaren san (2004; reedycja w 2005)
- Zapisan u tebi (2008)
- Via ljubav (2011)
- Još sam uvijek tvoj (2014)